# Patrizia Adami Rook
(Patrizia Adami Rook)
Patrizia Adami Rook (Pisa, 5 ottobre 1942 – Roma, 26 settembre 2007) è stata una psicologa, psicoterapeuta e psicoanalista italiana, fondatrice della Scuola di Psicoterapia Comparata e del modello psicoterapeutico comparato.

## La vita
Laureatasi in Lettere Classiche nel 1970 presso la Facoltà di Filosofia dell'Università degli Studi di Firenze si è avvicinata al mondo della psicologia e della psicoanalisi tramite esperienze di analisi individuale con Eugenio Gaddini, Giuseppe Donadio e Aldo Carotenuto, conseguendo successivamente la laurea in Psicologia nel 1981 presso la Facoltà di Psicologia dell'Università degli Studi di Roma "La Sapienza".
È stata docente di Psicologia Dinamica e Psicologia dello Sviluppo presso la Scuola Superiore dei Servizi Sociali dell'Università degli Studi di Pisa, e ha svolto attività didattica e di formazione sia come docente che come conduttore di gruppi formativi e terapeutici presso la Scuola di Psicoterapia Comparata di Firenze.
È stata componente del Consiglio dell'Ordine degli psicologi della Toscana (1993-1995), del Consiglio Direttivo Nazionale Mo.P.I. (Movimento Psicologi Indipendenti), del Consiglio Direttivo Nazionale F.A.I.P. (Federazione Associazioni Italiane di Psicoterapia) e del Consiglio Direttivo Nazionale S.I.P.A.P. (Società Italiana Psicologi Area Privata).
È stata presso il Tribunale di Firenze componente privato in corte d'Appello (sezione minorenni) in qualità di Psicologo, CTU, Giudice Onorario del Tribunale per i Minorenni. Ha rivestito il ruolo di consulente in strutture di accoglienza per minorenni a rischio.
È stata inoltre membro della E.A.I.P. (European Association for Integrative Psychotherapy), della E.A.P. (European Association for Psychotherapy), della S.E.P.I. (Society for the Exploration of Psychotherapy Integration), della S.I.Ps. (Società Italiana di Psicologia) e della I.G.T.A. (International Gestalt Therapy Association).
Ha pubblicato libri, articoli e saggi in tema di psicoanalisi, psicologia, psicoterapia e politica professionale. Ha contribuito allo sviluppo della mediazione familiare in Italia in "maniera decisiva" ed "ha portato avanti nella vita e nell'attività un grosso lavoro di professionalizzazione e di difesa della categoria e dell'identità di psicologi e psicoterapeuti".

## Contributi alla Psicologia

### Psicoterapia
A seguito della rielaborazione della sua lunga attività teorica e clinica fonda intorno alla seconda metà degli anni ottanta il modello comparato, muovendo dal criterio che psicoterapia e ricerca sulla psicoterapia siano due aspetti di un unico processo. Il metodo seguito in tale ricerca è quello della comparazione tra i principali modelli che sono andati costituendosi nel tempo e che vengono intesi quali costruzioni astratte, sufficientemente collaudate (ma suscettibili di continuo divenire), per la comprensione del comportamento umano quando questo sia considerato un problema e quando per comportamento non si voglia intendere solo quello osservabile, ma anche quello (cognitivo ed emotivo) che può rivelarsi solo all'interno della comunicazione intersoggettiva.
Quella della comparazione tra i vari modelli era un'idea che accompagnava Adami Rook fin dai tempi delle sue prime analisi didattiche: «Quando a mia volta avrei fatto l'analista, o psicoterapeuta che dir si voglia, avrei perseguito appunto un modello che tenesse conto di quello che collegava tra di loro un po' tutti i modelli più significativi, riformulabili secondo me, come modelli di comunicazione terapeutica».
La comparazione teorica si basa essenzialmente su alcune convinzioni:
- che cognizioni, emozioni e comportamenti propriamente detti siano per ogni essere umano diversi livelli di una stessa funzione;
- che il cambiamento richiesto (la domanda) di uno dei livelli suddetti debba implicare cambiamenti corrispondenti anche di altri livelli compreso il comportamento osservabile;
- che il terapeuta debba comunque avviare un processo di comprensione (analisi della domanda) del problema denunciato, calibrando ogni altro intervento (interpretazioni, prescrizioni comportamentali od altro) al livello di comprensione raggiunta da parte del paziente stesso del proprio problema e del senso della propria domanda;
- che il processo suddetto possa intendersi come processo diagnostico, dove la diagnosi in quanto atto di discernimento che si costituisce all'interno della relazione terapeutica è da considerarsi già terapia;
- che i modelli elaborati siano intesi quali attuali sintesi, sufficientemente collaudate, ma suscettibili di un continuo divenire.

Dunque una comparazione teorica che orienti una prassi non solo autoreferente. Momento istituente di tale prassi è attualmente considerato quello dell'analisi della domanda e viaggio nei modelli, ovvero quello dello spostamento dell'accento dalla trattabilità del caso secondo i propri parametri all'esame di ciò che il paziente chiede.
Tali contributi - alla psicoterapia in generale e al modello integrato in particolare - si sono ulteriormente palesati e sono confluiti nella realizzazione dell'ultimo congresso dell'associazione internazionale SEPI per cui Paul L. Wachtel, uno dei fondatori, ha recentemente parlato di "rinascimento della psicoterapia".

### Politica professionale
Attraverso l'associazione di categoria - di cui è stata uno dei fondatori - ha promosso molte iniziative fin dal 1993 inerenti alla politica professionale.
Si è occupata fino dalla sua promulgazione delle norme transitorie della Legge di Ordinamento della professione di psicologo con l'intento di salvaguardare il precedente patrimonio della psicologia professionale. Tali attività, seppur osteggiate da una parte della categoria, portano nel 1999 ad una revisione della stessa 56/89.
Tra il 1993 e il 1995 un altro settore di interesse è quello relativo al riconoscimento delle scuole private di psicoterapia abilitate all'erogazione di formazione specialistica in psicoterapia.
Nel 2000 è tra i principali promotori - grazie alla raccolta di molte migliaia di firme attraverso una petizione popolare - del primo Disegno di legge sulla Psicoterapia convenzionata con l'intento di poter inserire l'intervento psicoterapeutico tra le prestazioni specialistiche rese dal Servizio Sanitario Nazionale.

### Mediazione familiare
Insieme all'associazione GeA "Genitori Ancora" di Milano è tra i primi in Italia ad interessarsi di mediazione familiare sia attraverso la diffusione della cultura della mediazione all'interno del Tribunale dei Minorenni di Firenze - in cui è Giudice Onorario - sia attraverso la strutturazione del primo percorso riconosciuto di mediazione familiare.
Successivamente contribuisce alla fondazione dell'associazione MFA Mediatori Familiari Associati - che più tardi dà vita all'AIMeF Associazione Italiana di Mediazione Familiare. Con il Prof. Marino Maglietta dell'associazione "Crescere Insieme" organizza momenti di incontro e di dibattito sul tema della mediazione rivolti ad Avvocati, Psicologi e Assistenti Sociali.

## Selezione di scritti

### Psicologia, Psicoterapia, Psicoanalisi
- Adami Rook, P. (1983a) Le due femminilità, Roma, Bulzoni Editore
- Adami Rook, P. (1984) Il calcolo del desiderio, Roma, Bulzoni Editore
- Adami Rook, P. (1987) A proposito della immagine nucleare. Un parere diverso da Carotenuto, in Giornale Storico di Psicologia Dinamica, Roma, Liguori Editore
- Adami Rook, P. (1995) Quasi prete quasi medico, in Simposio, Rivista di Psicologi e Psicoterapeuti, n. 3, Primavera 1995, Firenze, ABC
- Adami Rook, P. (1996) Modello medico, modello psicoterapeutico, in Simposio, Rivista di Psicologi e Psicoterapeuti, n. 5, Primavera 1996, Firenze, ABC
- Adami Rook, P.; Ciofi, R.; Giannini, M. (a cura di) (1998a) Storia della Psicoterapia, un secolo di cambiamenti, Roma, Edizioni Scientifiche Magi, Roma, 1998
- Adami Rook, P. (2007) Diagnosi o terapia, in Simposio, Rivista di Psicologi e Psicoterapeuti, anno 3, n. 1, Marzo 2007, Firenze, Vertici Editore
- Adami Rook, P. (2007) Comparare... perché?, in Simposio, Rivista di Psicologi e Psicoterapeuti, anno 3, n. 2, Settembre 2007, Firenze, Vertici Editore

### Politica professionale
- Adami Rook, P. (1996) Un po' più di deontologia per favore!, in Simposio, Rivista di Psicologi e Psicoterapeuti, n. 5, Primavera 1996, Firenze, ABC
- Adami Rook, P. (1998) In tema di mediazione familiare, in Babele, n. 7, Gennaio 1998, San Marino, Associazione Sammarinese degli Psicologi
- Adami Rook, P. (1998b) Dell'uso politico del procedimento disciplinare, in Babele, n. 11, Aprile 1999, San Marino, Associazione Sammarinese degli Psicologi
- Adami Rook, P. (1999) Ordini Professionali in trasformazione: quale garanzia per il futuro della professione?, in Simposio, Rivista di Psicologi e Psicoterapeuti, n. 12, Autunno 1999, Firenze, ABC
- Adami Rook, P. (2001) Verso un web modello di sviluppo delle professioni in ambito psicologico, in Babele, n. 18, Aprile 2001, San Marino, Associazione Sammarinese degli Psicologi
- Adami Rook, P. (2002) Sulla riforma dei Tribunali per i Minorenni, in Babele, n. 20, Aprile 2002, San Marino, Associazione Sammarinese degli Psicologi
- Adami Rook, P.; Ciofi, R. (2003) Pensare la Professione, Milano, Franco Angeli